# Saphia Azzeddine
Saphia Azzeddine (Agadir, 12 dicembre 1979) è una scrittrice, attrice e sceneggiatrice marocchina naturalizzata francese.

## Biografia
Ha trascorso l'inizio dell’infanzia ad Agadir in Marocco, da madre francese di origine marocchina e da padre marocchino. A nove anni, è andata a vivere in Francia nella città di Ferney-Voltaire, al confine con la Svizzera. Ha continuato i suoi studi, conseguendo un diploma di maturità classica e una laurea in sociologia. Prima di passare alla scrittura, ha combinato il lavoro di giornalista e sceneggiatrice. Nel 2002, per una rivista di Ginevra, ha intervistato il comico Jamel Debbouze durante il tour in Svizzera, che alla fine sarà parte degli "uomini" della sua vita. Nel 2005 ha pubblicato il suo primo romanzo, di successo immediato, Confidences à Allah, adattato un decennio più tardi per una striscia di Simon Eddy e Marie Avril. Nel 2011, esce il film Mon père est femme de ménage, di cui è scrittrice e regista, adattamento del suo secondo romanzo, pubblicato nel 2009.

## Opere
In Italia sono stati pubblicati:
- Saphia Azzeddine, La Mecca-Phuket (La Mecque-Phuket), traduzione di Ilaria Vitali, collana Altriarabi migrante (n. 4), il Sirente, Fagnano Alto, 2016,  pp. 144 pp, ISBN 978-88-87847-63-5.

### Prosa
- Confidences à Allah, Léo Scheer, Parigi, 2008,  p. 146, ISBN 978-22-90054-55-0.
- Mon père est femme de ménage, Léo Scheer, Parigi, 2009,  p. 171, ISBN 978-2-7561-0195-8.
- La Mecque-Phuket, Léo Scheer, Parigi, 2010,  p. 201, ISBN 978-2-7561-0263-4.
- Héros anonymes, Léo Scheer, Parigi, 2011,  p. 121, ISBN 978-2-7561-0337-2.
- Combien veux-tu m'épouser?, Grasset, Parigi, 2013,  p. 336, ISBN 978-2-246-80437-6.
- Bilqiss, Stock, Parigi, 2015,  p. 216, ISBN 978-2-234-07796-6.